# Gertrude Goodrich

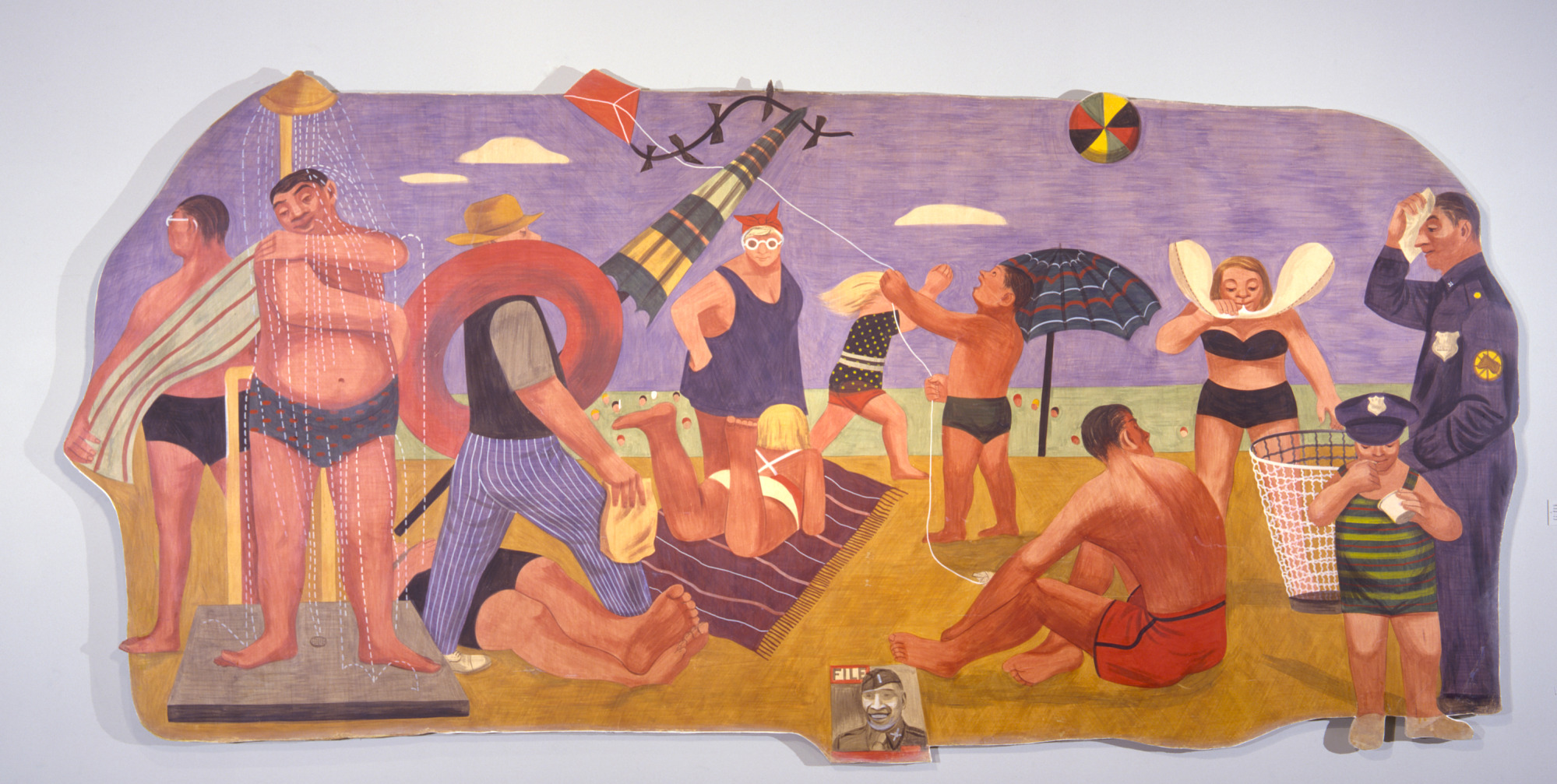
Scenes of American Life (Beach)

Gertrude Simone Goodrich (Nueva York, 1914 –Nueva Jersey, 22 de agosto de 2017) fue una pintora y escritora estadounidense, cuyo estilo se definió como "primitivo".
Durante su carrera, Goodrich produjo trabajos para proyectos artísticos del New Deal. Entre ellos se encontraba un mural, Production, para la oficina de correos en Buchanan, Míchigan, creado en 1941. El mural fue pintado encima, pero se ha elaborado un plan para su restauración. Su lugar fue ocupado por una copia de un boceto preliminar. Goodrich pintó otro mural en la cafetería del Departamento de Salud y Servicios Humanos en Washington D. C.; titulado Scenes of American Life (Beach) y pintado en pigmento seco en emulsión de cera de abeja sobre lienzo perfilado entre 1941 y 1947. Se encuentra ahora en la colección del Museo Smithsoniano de Arte Americano, junto con una serie de obras relacionadas. El museo también alberga un estudio para el mural de la oficina de correos de Buchanan. Algunas fuentes proporcionan erróneamente una fecha de muerte de 1980, a los que los Archivos de arte estadounidense hicieron una entrevista con la artista en 2008. Murió en Nueva Jersey en agosto de 2017 a los 102 años.